# Цвейба, Сандро Ахрикович
Сандро́ А́хрикович Цве́йба (5 сентября 1993, Киев, Украина) — российский футболист, полузащитник.

## Карьера

### Клубная карьера
Сын футболиста Ахрика Цвейбы, выступавшего за сборные СССР, СНГ, Украины и России. Сандро начал заниматься футболом в детской школе московского «Динамо», затем год провёл в «Спартаке». С 2000 года по 2013 выступал за юношеские и молодёжные команды «Локомотива».
В 2013 году заключил контракт с петербургской «Русью», выступавшей во Втором дивизионе. 15 июля Цвейба дебютировал за свой новый клуб во встрече с костромским «Спартаком». В середине сезона «Русь» снялась с чемпионата, а Цвейба стал свободным агентом. В начале 2014 года присоединился к хабаровской «СКА-Энергия», за которую 16 марта провёл свою первую игру в ФНЛ. Летом 2014 года заключил соглашение с «Уйпештом». В венгерском клубе, несмотря на то, что 22 раза попадал в заявку на матчи чемпионата, лишь в двух из них появился на поле.
4 сентября 2015 Цвейба подписал контракт с хорватским «Осиеком». За первую половину сезона 2015/16 он принял участие только в одной игре чемпионата и двух матчах кубка Хорватии. 24 февраля 2016 года стал игроком казахстанского «Актобе». 3 апреля дебютировал в новом клубе во встрече против «Астаны». 2 июня 2016 отметился первым забитым мячом, открыв счёт в матче с «Жетысу».
В марте 2020 года перешёл в белорусский клуб «Ислочь».

### В сборной
Выступал за юношескую и молодёжную сборные России.
Летом 2014 года в составе сборной Абхазии принимал участие в ConIFA World Football Cup 2014.